# Showtime
ショウタイム（Showtime）は、アメリカ合衆国のテレビ局。1976年に開局。パラマウント・スカイダンス・コーポレーション傘下。HBO・Starzと並ぶアメリカの主要ケーブルテレビ局である。2018年9月現在で、衛星およびケーブルテレビを通して約2,856万世帯で視聴可能である。ベーシックチャンネルのほかに料金を払うプレミアムチャンネルであり、コマーシャルはない（コマーシャルフリー）。

## Paramount+とのサービス統合
2022年9月、パラマウント・グローバルは本チャンネルが運営している配信サービスを同社傘下の定額制動画配信サービスであるParamount+に統合させることを発表した。その後、2023年1月に名称を「Paramount+ with Showtime」とし、2024年1月8日から実施する予定であることを明らかにすると共に本チャンネルについても同サービスにリブランドすることを発表した。パラマウントグローバルCEOのボブ・バキッシュはコンテンツ有料配信のシェア競争が激化する中で「視聴者とのより深いつながりなどを促進するために、所有している全コンテンツをより有効に活用する方法を提示した」とコメントしている。

### コンテンツ整理とスポーツ部門撤退
なお、サービス統合に伴うコンテンツ整理により、『アメリカン・ジゴロ』など、3番組の打ち切りも併せて発表された。また、2023年内でスポーツ部門のShowtimeスポーツを閉鎖すると発表、スポーツ部門はCBSスポーツに移行される事となった。Showtimeは、アメリカ国内でHBO（2018年にボクシング中継終了）に次ぐボクシング中継の実績を持つテレビ局であったが、37年間放送してきたボクシング中継番組「ショウタイム・チャンピオンシップ・ボクシング」も、同年12月18日に行われたデビッド・モレル 対 セナ・アグベコ戦をもって放送を終了した。

## チャンネル
| チャンネル名                           | 概要 |
| -------------------------------------- | --- |
| Paramount+ with Showtime               | メインチャンネルで、大ヒット映画、長編映画の初放送、スタンドアップ・コメディ・スペシャル、ドキュメンタリーなどを放送する。 |
| Showtime 2 (SHO2)                      | セカンドチャンネルで、映画、オリジナルシリーズ、特別番組などを放送する。1991年10月1日にスタートし、2001年から2006年までは「Showtime Too」という名前だった。                                                                         |
| Showcase                               | Showtime 2と同様に、映画、長編映画の初放送、Showtime制作のテレビ映画などを放送する。1996年にスタートし、2001年7月1日まで「Showtime 3」という名称で運営されていた。                                                                  |
| SHO×BET                                | SF、ファンタジー、ホラー映画のほか、Showtime制作のSFシリーズを放送する。1999年9月にスタートし、2020年7月15日まで「Showtime Beyond」という名称で運営されていた。                                                                     |
| Showtime Extreme                       | アクションやアドベンチャー映画、スリラー映画、ギャングスター映画を放送する。このチャンネルでは、毎月60本以上の映画を放送している。1998年3月10日にスタート。                                                                         |
| Showtime Family Zone (SHO Family Zone) | 若い視聴者に向けた映画や家族向けの番組を放送する。このチャンネルで見られる映画はすべてG、PG、PG-13（または同等のTV-G、TV-PG、TV-14）の作品で、RやTV-MA以上のコンテンツは放送されていない。2001年3月にスタート。                     |
| Showtime Next (SHO Next)               | 18歳から34歳までの大人向けの映画を扱う。このチャンネルは毎月50本以上の映画を特集しており、ケーブルテレビ用のオリジナル映画、実写映画やアニメの短編映画、ドキュメンタリーやコンサートスペシャルも放送している。2001年3月にスタート。 |
| Showtime Women                         | 女性視聴者を対象とした映画、Showtimeオリジナルシリーズ、特別番組を放送する。2001年3月スタート。 |

## 主な番組
本放送局で製作したオリジナル番組は日本では主にU-NEXTにて配信している。

### ドラマシリーズ
| タイトル                                                      | 初回 | 最終 |
| ------------------------------------------------------------- | ---- | ---- |
| 新アウターリミッツ The Outer Limits                           | 1995 | 2000 |
| スターゲイト SG-1 Stargate SG-1                               | 1997 | 2002 |
| クィア・アズ・フォーク Queer as Folk                          | 2000 | 2005 |
| Lの世界 The L Word                                            | 2004 | 2009 |
| マスターズ・オブ・ホラー Masters of Horror                    | 2005 | 2007 |
| ブラザーフッド Brotherhood                                    | 2006 | 2008 |
| デクスター 警察官は殺人鬼 Dexter                              | 2006 | 2013 |
| シェイムレス 俺たちに恥はない Shameless                       | 2011 | 2021 |
| HOMELAND Homeland                                             | 2011 | 2020 |
| マスターズ・オブ・セックス Masters of Sex                     | 2013 | 2016 |
| レイ・ドノヴァン ザ・フィクサー Ray Donovan                   | 2013 | 2020 |
| アフェア 情事の行方 The Affair                                | 2014 | 2019 |
| ビリオンズ Billions                                           | 2016 | 2023 |
| Lの世界 ジェネレーションQ The L Word: Generation Q            | 2019 | 2023 |
| CITY ON A HILL/罪におぼれた街 City on a Hill                  | 2019 | 2022 |
| イエロージャケッツ Yellowjackets                              | 2021 | 2025 |
| スーパーパンプト/Uber -破壊的ビジネスを創った男- Super Pumped | 2022 | 2022 |

### コメディシリーズ
| タイトル                                                    | 初回 | 最終 |
| ----------------------------------------------------------- | ---- | ---- |
| HUFF〜ドクターは中年症候群 Huff                             | 2004 | 2006 |
| ファット・アクトレス Fat Actress                            | 2005 | 2005 |
| Weeds 〜ママの秘密 Weeds                                    | 2005 | 2012 |
| カリフォルニケーション Californication                      | 2007 | 2014 |
| ナース・ジャッキー Nurse Jackie                             | 2009 | 2015 |
| ユナイテッド・ステイツ・オブ・タラ United States of Tara    | 2009 | 2011 |
| キャシーのbig C いま私にできること The Big C                | 2010 | 2013 |
| ウェブセラピー Web Therapy                                  | 2011 | 2015 |
| ビカミング・ア・ゴッド On Becoming a God in Central Florida | 2019 | 2019 |
| THE CURSE/ザ・カース The Curse                              | 2023 | ―    |

### ミニシリーズ
| タイトル                                                       | 放送      |
| -------------------------------------------------------------- | --------- |
| ツイン・ピークス The Return Twin Peaks: The Return             | 2017      |
| エスケープ・アット・ダンネモラ〜脱獄〜 Escape at Dannemora     | 2018      |
| ザ・ラウデスト・ボイス-アメリカを分断した男- The Loudest Voice | 2019      |
| Your Honor/追い詰められた判事 Your Honor                       | 2020–2021 |
| 地球に落ちて来た男 The Man Who Fell to Earth                   | 2022      |

### 共同製作シリーズ
| タイトル                                                          | 初回 | 最終 |
| ----------------------------------------------------------------- | ---- | ---- |
| トータル・リコール・ザ・シリーズ Total Recall 2070                | 1999 | 1999 |
| オデッセイファイブ Odyssey 5                                      | 2002 | 2002 |
| THE TUDORS〜背徳の王冠〜 The Tudors                               | 2007 | 2010 |
| ボルジア家 愛と欲望の教皇一族 The Borgias                         | 2011 | 2013 |
| マット・ルブランの元気か〜い?ハリウッド! Episodes                 | 2011 | 2017 |
| ペニー・ドレッドフル 〜ナイトメア 血塗られた秘密〜 Penny Dreadful | 2014 | 2016 |
| パトリック・メルローズ Patrick Melrose                            | 2018 | 2018 |
| モスクワの伯爵 A Gentleman in Moscow                              | 2024 | 2024 |

### 子供向け
- フェアリーテール・シアター Faerie Tale Theatre（1982–88年）

### ドキュメンタリー
- オリバー・ストーン オン プーチン The Putin Interviews（2017年）

### アダルト
- AVNアワード

## 放送終了番組

### スポーツ
- Inside The NFL（2008年–2021年）
- Inside NASCAR（2010年–2012年）
- Strikeforce
- EliteXC
- M-1 Global
- Bellator MMA
- プロボクシング
  - ショウタイム・チャンピオンシップ・ボクシング（1986年–2023年）
  - ShoBox: The New Generation（2001年–2023年）

## ネット配信
放送加入者向けの配信サービスShowtime Anytimeに加え、放送加入者かどうかを問わない配信サービスShowtimeを運営する。